# EcoAustria
Eco Austria – Institut für Wirtschaftsforschung ist ein 2011 als Verein gegründetes industrienahes Wirtschaftsforschungsinstitut bzw. eine Denkfabrik mit Sitz in Wien. Das Institut betreibt insbesondere Evaluation von wirtschafts- und sozialpolitischen Maßnahmen auf nationaler und internationaler Ebene. Ziel des Instituts ist es, mit evidenzbasierter Wirtschaftsforschung eine Grundlage für Entscheidungen in Politik und Wirtschaft sowie für eine wissenschaftlich fundierte öffentliche Debatte zu liefern.

## Geschichte, Organisation und Finanzierung
Das Institut wurde 2011 mit Unterstützung der Industriellenvereinigung (IV) in der Rechtsform eines gemeinnützigen Vereins gegründet. Die Industriellenvereinigung trug zunächst zu dem jährlichen Budget mit 300.000 Euro bei, die in der Folge laut Finanzierungsplan abgeschmolzen wurden. Mittlerweile tragen auch das Bundesministerium für Finanzen und Unternehmen zur Basisfinanzierung bei, die knapp 40 Prozent der Einnahmen ausmachen. Mehr als 60 Prozent des Jahresbudgets generiert das Forschungsinstitut über kompetitiv vergebene Forschungsmittel, z. B. aus dem Jubiläumsfonds der Österreichischen Nationalbank, und über Auftragsforschung insbesondere im öffentlichen Interesse. Zu den Auftraggebern zählen unter anderem Bundesministerien, Landesregierungen sowie die Europäische Kommission.
Die Gründung erregte gewisses Aufsehen, weil es damit neben WIFO und IHS ein weiteres Wirtschaftsforschungsinstitut gibt. Besonders zwischen WIFO und dem damaligen Präsidenten der Industriellenvereinigung, Veit Sorger, gab es Unstimmigkeiten. Sorger kürzte dem WIFO die finanzielle Zuwendung der Industriellenvereinigung von 250.000 Euro auf 100.000 Euro jährlich und gründete mit Eco Austria ein weiteres Institut. Eco Austria war als „potenzieller Gegenspieler zu WIFO und IHS“ geschaffen worden, die vorangegangenen Subventionskürzungen beim WIFO hatten ihre Ursache in dessen „zu linken, marktkritischen Positionen“.
Ehrenamtlicher Präsident des Vereins ist Clemens Wallner. Er folgte auf Karl Sevelda, den ehemaligen Vorstandsvorsitzenden der Raiffeisen Bank International. Sevelda folgte 2017 auf Josef Moser, nachdem dieser das Amt des Bundesministers für Verfassung, Reformen, Deregulierung und Justiz der Republik Österreich übernommen hatte. Gründungspräsidentin von Eco Austria war Gabriele Zuna-Kratky, Generaldirektorin des Technischen Museums Wien.

### Institutsleitung
- 2011–2016: Ulrich Schuh, wechselte in das Bundesministerium für Digitalisierung und Wirtschaftsstandort
- 2017 bis Mai 2020: Tobias Thomas, wechselte anschließend als fachstatistischer Leiter zu Statistik Austria
- seit November 2020: Monika Köppl-Turyna[10]

## Forschungsschwerpunkte
Das Forschungsprogramm von Eco Austria fokussiert insbesondere auf die ex-ante und ex-post Evaluation von wirtschafts- und sozialpolitischen Maßnahmen auf nationaler und internationaler Ebene. Hierzu verwendet das Institut verschiedenste Methoden der Wirtschaftswissenschaften, die insbesondere das allgemeine dynamische Gleichgewichtsmodell PuMA („Public Policy Model for Austria and other European countries“) von Eco Austria, ein Generationenkontenmodell, Effizienz- und Wirkungsanalysen, sowie ökonometrisch geschätzte Regional- und Außenhandelsmodelle umfassen.

## Kritik
Eco Austria wird von Kritikern häufig als neoliberaler Think-Tank eingestuft. Laut Matthias Schlögl und Dieter Plehwe nehmen wirtschaftsnahe Think-Tanks wie Eco Austria „nicht nur über mediale Diskussionen auf Verteilungsfragen Einfluss (...) sondern auch über direkte Beratung von Regierung und Verwaltung.“

## Publikationen
Die Ergebnisse der Forschung von Eco Austria werden immer wieder von den Medien aufgegriffen, so zum Beispiel am aktuellen Rand zu den ökonomischen und fiskalischen Folgewirkungen der Migration, zur Nachhaltigkeit der öffentlichen Finanzen, zur Pflegefinanzierung, zum Außenhandelskonflikt zwischen Donald Trump und dem Rest der Welt und zu den ökonomischen und fiskalischen Effekten der Nordautobahn.